# ذقوم
ذقوم یک منطقهٔ مسکونی در الجزایر است که در ناحیه الدبیله واقع شده‌است. ذقوم ۶۲ متر بالاتر از سطح دریا واقع شده‌است.